# Lieja-Bastoña-Lieja 1950
La Lieja-Bastogne-Lieja 1951 fue la 36.ª edición de la clásica ciclista Lieja-Bastoña-Lieja. La carrera se disputó el domingo 23 de abril de 1950, sobre un recorrido de 263 km. El vencedor final fue el belga Prosper Depredomme (Garin-Wolber) que se impuso al sprint a sus compatriotas Jean Bogaerts (Ruche-Dunlop) y Edward Van Dijck (Allegro), segundo y tercero respectivamente. 

## Clasificación final
| Posición | Ciclista             | Equipo            | Tiempo   |
| -------- | -------------------- | ----------------- | -------- |
| 1        | Prosper Depredomme   | Garin-Wolber      | 7h25'25" |
| 2        | Jean Bogaerts        | Ruche-Dunlop      | a 3"     |
| 3        | Edward Van Dijck     | Allegro           | s.t.     |
| 4        | Briek Schotte        | Alcyon-Dunlop     | s.t.     |
| 5        | André Declerck       | Bertin            | s.t.     |
| 6        | Camille Danguillaume | Peugeot-Dunlop    | s.t.     |
| 7        | Ward Peeters         | -                 | s.t.     |
| 8        | Albert Dubuisson     | -                 | s.t.     |
| 9        | Omer Huwel           | -                 | s.t.     |
| 10       | André Rosseel        | Terrot-Hutchinson | s.t.     |